# 1997 في مصر
فيما يلي قوائم الأحداث التي وقعت خلال عام 1997 في مصر.

## أحداث
- 17 نوفمبر – مذبحة الأقصر

## سياسة

### انتهاء فترة المنصب
- 1 يناير – محمد شاكر سفير مصر لدى المملكة المتحدة.

## أفلام
من الأفلام التي صدرت هذه السنة في مصر:
- 1 يناير – المصير من إخراج يوسف شاهين.
- 1 يناير – إسماعيلية رايح جاي
- 1 يناير – حسن اللول من إخراج نادر جلال.
- 1 يناير – ناصر 56 من إخراج محمد فاضل (مخرج).

## موسيقى

### ألبومات
من الألبومات التي صدرت هذه السنة في مصر:
- 1 يناير – عيني من غناء حميد الشاعري.

## كتب
من الكتب التي صدرت هذه السنة في مصر:
- 1 يناير – شرف من تأليف صنع الله إبراهيم.
- 1 يناير – مدينة اللذة من تأليف عزت القمحاوي.

## مواليد

### يناير
- 23 يناير – رمضان صبحي لاعب كرة قدم مصرى.

### أبريل
- 5 أبريل – عبد الرحمن فهمي مصطفى

### أغسطس
- 8 أغسطس – كريم وليد لاعب كرة قدم مصري.

### سبتمبر
- 30 سبتمبر – نوران جوهر لاعبة اسكواش مصرية.

### نوفمبر
- 4 نوفمبر – ساندرا سمير لاعبة كرة مضرب مصرية.
- 8 نوفمبر – أكرم توفيق لاعب كرة قدم مصري.
- 22 نوفمبر – هدير مخيمر رامية أولمبية مصرية.

## وفيات

### فبراير
- 28 فبراير – محمد مصطفى هدارة (مواليد 1930)

### مارس
- 2 مارس – عبد العظيم عشري (مواليد 1911) لاعب كرة سلة مصري.

### أبريل
- 13 أبريل – مصطفى أمين (مواليد 1914) صحفي مصري.
- 27 أبريل – سيد مكاوي (مواليد 1927) موسيقي مصري.

### مايو
- 9 مايو – راوية عطية (مواليد 1926) سياسية مصرية.
- 27 مايو – هنري بركات (مواليد 1914) مخرج سينمائي مصري.

### أغسطس
- 7 أغسطس – محمود محمد شاكر (مواليد 1909)
- 31 أغسطس – دودي الفايد (مواليد 1955)

### نوفمبر
- 22 نوفمبر – إسماعيل فهمي (مواليد 1922) دبلوماسي مصري.